# Legazpi
Legazpi – miasto na Filipinach w regionie Bicol, na południowo-wschodnim wybrzeżu wyspy Luzon, nad Oceanem Spokojnym. Jest ośrodkiem administracyjnym prowincji Albay. W 2010 roku liczyło 182 201 mieszkańców.